# MASINT

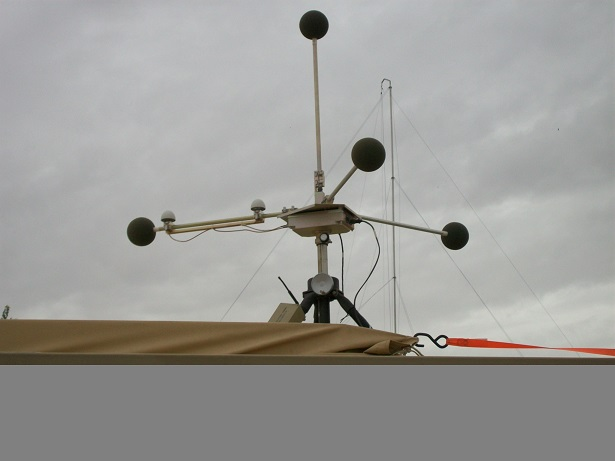
Unattended Transient Acoustic MASINT

MASINT, sigla para measurement and signature intelligence é o termo usado, principalmente em inglês, para descrever a inteligência, no sentido de informações, como em serviço de inteligência, obtida através da obtenção de medidas e assinaturas de eventos, como explosões atômicas.